# Aldo Moro
Aldo Moro (født 23. september 1916 i Maglie, Lecce, Italien, død 9. maj 1978 i Rom, Italien) var en italiensk politiker og juraprofessor. Han var en af de vigtigste ledere i partiet Kristendemokraterne (Democrazia Cristiana) og anset som en god og tålmodig forhandler.
Moro var den politiker som blev valgt flest gange til ministerpræsident i Italien efter anden verdenskrig, nemlig fem gange fordelt på mere end seks år.
Moro blev kidnappet på åben gade - via Mario Fani i Rom - den 16. marts 1978 af militante fra de Røde Brigader (Brigate Rosse), en terrororganisation, som havde som mål med våbenmagt at oprette en revolutionær stat. Efter hårde forhandlinger, hvor den italienske regering nægtede at bøje af for terroristernes krav, blev den døde Moro fundet i bagagerummet på en bil, parkeret ved en kirkemur i via Michelangelo Caetani i Rom, kun få hundrede meter fra kristendemokraternes hovedkontor. 
32 medlemmer af terrororganisationen - deriblandt Moros drabsmænd - blev i januar 1983 dømt til livsvarigt fængsel.